# 弘和
弘和（）は、日本の南北朝時代の元号の一つ。南朝方で使用された。天授の後、元中の前。1381年から1384年までの期間を指す。この時代の天皇は、南朝方が長慶天皇・後亀山天皇、北朝方が後円融天皇・後小松天皇。室町幕府将軍は足利義満。

## 改元
- 天授7年2月10日（西暦1381年3月6日）[1] 辛酉革命に当たるため改元
- 弘和4年4月28日（西暦1384年5月18日） 元中に改元

## 弘和年間の出来事
※ 南朝関係に限る。
元年（1381年）
- 6月22日〜23日 - 今川貞世・仲秋らが肥後隈部城（菊池城）・染土城を陥落する。
- 10月13日 - 宗良親王の私撰和歌集が勅撰に准ぜられる（『新葉和歌集』）。
- 12月3日 - 宗良親王が『新葉和歌集』20巻を長慶天皇に奏進する。
- この冬 - 長慶天皇が『仙源抄』を著す。

2年（1382年）
- 閏1月24日 - 楠木正儀が南朝方となり、河内平尾で山名氏清と交戦するも敗走する。
- 8月24日 - 長慶天皇が後征西将軍宮（良成親王か）へ勅書を下して訓諭する。
- 月日不明（4月とも） - 菊池氏に内訌あり。武朝らが一族の叛く者を肥後守山に討つ。

3年（1383年）
- 4月14日 - 後征西将軍宮が相良前頼の帰順を許し、その領地を安堵する。
- 9月2日 - 赤松氏則・氏春が播磨清水山で北軍と交戦して敗死する（一説に元中3年）。
- 10月27日 - 長慶天皇が利生護国寺に朝用分を寄進する（在位を確認できる下限）。
- この冬 - 長慶天皇が譲位し、東宮熙成親王（後亀山天皇）が践祚する。

4年（1384年）

### 死去
2年（1382年）
- 5月17日 - 古剣智訥、臨済宗僧
- 11月24日？ - 児島高徳、武将・忠臣（* 応長元年？）

3年（1383年）
- 3月27日 - 懐良親王、後醍醐天皇の皇子・征西将軍（* 元徳元年）
- 7月（6月とも） - 北畠顕能、公卿・武将
- 9月2日 - 赤松氏則、武将（* 元徳2年）

## 西暦との対照表
※は小の月を示す。
| 弘和元年（辛酉） | 一月      | 二月   | 三月※ | 四月※ | 五月  | 六月※ | 七月※ | 八月  | 九月※ | 十月    | 十一月 | 十二月※ |           |
| 永徳元年         | 一月      | 二月   | 三月※ | 四月※ | 五月  | 六月※ | 七月※ | 八月  | 九月※ | 十月    | 十一月 | 十二月※ |           |
| ---------------- | --------- | ------ | ----- | ----- | ----- | ----- | ----- | ----- | ----- | ------- | ------ | ------- | --------- |
| ユリウス暦       | 1381/1/26 | 2/25   | 3/27  | 4/25  | 5/24  | 6/23  | 7/22  | 8/20  | 9/19  | 10/18   | 11/17  | 12/17   |           |
| 弘和二年（壬戌） | 一月      | 閏一月 | 二月※ | 三月  | 四月※ | 五月  | 六月※ | 七月※ | 八月  | 九月※   | 十月   | 十一月※ | 十二月    |
| 永徳二年         | 一月      | 閏一月 | 二月※ | 三月  | 四月※ | 五月  | 六月※ | 七月※ | 八月  | 九月※   | 十月   | 十一月※ | 十二月    |
| ユリウス暦       | 1382/1/15 | 2/14   | 3/16  | 4/14  | 5/14  | 6/12  | 7/12  | 8/10  | 9/8   | 10/8    | 11/6   | 12/6    | 1383/1/4  |
| 弘和三年（癸亥） | 一月      | 二月   | 三月※ | 四月  | 五月※ | 六月  | 七月※ | 八月※ | 九月  | 十月※   | 十一月 | 十二月※ |           |
| 永徳三年         | 一月      | 二月   | 三月※ | 四月  | 五月※ | 六月  | 七月※ | 八月※ | 九月  | 十月※   | 十一月 | 十二月※ |           |
| ユリウス暦       | 1383/2/3  | 3/5    | 4/4   | 5/3   | 6/2   | 7/1   | 7/31  | 8/29  | 9/27  | 10/27   | 11/25  | 12/25   |           |
| 弘和四年（甲子） | 一月      | 二月   | 三月※ | 四月  | 五月  | 六月※ | 七月  | 八月※ | 九月  | 閏九月※ | 十月※  | 十一月  | 十二月※   |
| 至徳元年         | 一月      | 二月   | 三月※ | 四月  | 五月  | 六月※ | 七月  | 八月※ | 九月  | 閏九月※ | 十月※  | 十一月  | 十二月※   |
| ユリウス暦       | 1384/1/23 | 2/22   | 3/23  | 4/21  | 5/21  | 6/20  | 7/19  | 8/18  | 9/16  | 10/16   | 11/14  | 12/13   | 1385/1/12 |